# عين أم السجور
عين أم السجور هي عين تقع في الجزء الغربي الشمالي لقرية الدراز، البحرين. ويذكر أنها كانت تغذي القرى وتسقي الناس إلى قرية رأس رمان إلى الدراز وحواليها أي ما يقارب 10 كيلومتر مربع.

## الموقع
تقع عين أم السجور في الجهة الشمالية الشرقية من قرية الدراز، تعتبر من أشهر المواقع الأثرية المهمة لوجود أكبر نبع ماء فيها، في وقت كانت البحرين تشتهر بعيونها العذبة قبل ان يتم تحلية المياه البحرية في العصر الحديث.
يعود عمرها إلى أيام الخلافة الأموية ويذكر التاريخ في بعض المرويات ويذكر أنها كانت تغذي القرى وتسقي الناس إلى قرية رأس رمان إلى الدراز وحواليها أي ما يقارب 10 كيلومترات مربعة.
تمتد من هذه العين قنوات مائية تصل إلى المناطق المجاورة تصل بها إلى القرى القريبة، تحيط بالعين حجارة كبيرة جداً مقطوعة على شكل قوالب مستطيلة ويتراوح طول الواحدة من 1-2 متر وعرضها من 50 – 70 سم تقريباً.
كشف الباحث في شئون نظم الري يوسف النشابة، عن وجود قنوات مائية أرضية في قرى المقابة والقرية وداركليب وكرزكان ودمستان وأبوقوة وغيرها من القرى مشابهة لما هو موجود في قرية المرخ، معتقدا أن سلسلة القنوات المائية المتصلة بين قرى الشمالية تستمد ماءها من عين السجور بقرية [الدراز]، لتغذي «عين عليوه».

## عين أم السجور من أشهر عيون البحرين
تعتبر عين أم السجور من أشهر عيون البحرين التاريخية وهي قديمة بقدم جزيرة أوال، تاريخها الممتد من العصور والحضارات القديمة إلى ديلمون والقرامطة والعيونيين وغيرهم وحتى يومنا ما زالت آثارها الشامخة تدل على شموخ هذا الوطن وعراقة أهله وأبنائه واصالتهم، أم السجور ما زالت تحوي الغازا وغموض وتحتفظ باسرار من تاريخ هذه الأرض الطاهرة، أم السجور شاهد حي حتى بعد جفاف الوطن بقت شامخة بعطشها وعزلتها وانقطاع الناس عنها، هناك جلنا ونقلنا لكم بعض الصور التي لم يشاهدها الكثير من الناس.

## البعثات التنقيبية
قامت البعثة الدنماركية المخولة بأمر التنقيب في عام 1954 باكتشاف ذلك المكان الغني بتاريخه الحضري، وهو عبارة عن بئر ماء ذو فوهة دائرية يعود تاريخه لفترة دلمون 2000 قبل الميلاد، كما عثر فيه على تمثالين لكبشين من الحجر الرملي.
وفي عام 1994، اكتشفت البعثة اليابانية بعد تنقيبها في المكان ذاته جنوبي البئر السابق بئراً آخراً يعود للفترة نفسها ويتميز أيضا بوجود فوهة مربعة وله سلم يؤدي إلى نبع الماء، كما تتصل به قناة للري اكتشفت بعض أرضيات غرف وأحواض من الجص بالإضافة إلى بعض الكسر الفخارية. ويدل هذا الاكتشاف الأثري من بعثات أجنبية على وجود حضارات بحرينية عريقة.